# Battaglia di Rio de Janeiro (1710)
La battaglia di Rio de Janeiro del 1710 fu un fallito raid di pirati francesi contro la città coloniale portoghese di Rio de Janeiro nell'agosto del 1710, durante la Guerra di successione spagnola. Il raid fu un completo fallimento; il suo comandante Jean-François Duclerc e più di 600 uomini finirono prigionieri di guerra. La rabbia francese scoppiò dopo lo scontro anche per i falliti negoziati sul rilascio dei prigionieri o sul loro scambio, motivo che portò ad un secondo raid l'anno successivo.
Duclerc venne assassinato mentre si trovava prigioniero nel marzo del 1711; i suoi uccisori come pure le ragioni della sua uccisione rimangono ad oggi sconosciute.